# Кондаков, Николай Алексеевич
Никола́й Алексе́евич Кондако́в (1920—1979) — участник Великой Отечественной войны, командир огневого взвода 1073-го армейского истребительно-противотанкового артиллерийского полка 5-й гвардейской армии 1-го Украинского фронта, старший лейтенант. Герой Советского Союза (1990).

## Биография
Родился 12 июля 1920 года в Жемконском наслеге, ныне Вилюйского улуса Якутии, в крестьянской семье. Якут.
В 1938 году окончил Вилюйское педагогическое училище. Работал учителем Хампинской начальной школы Вилюйского района.
В Красной Армии с июня 1942 года. В 1943 году окончил Ростовское артиллерийское училище. В боях Великой Отечественной войны с декабря 1943 года.
Командир огневого взвода 1073-го армейского истребительно-противотанкового артиллерийского полка старший лейтенант Николай Кондаков 25 января 1945 года при форсировании реки Одер в районе населённого пункта Дёберн (ныне Добжень-Вельки, Польша), расположенного в пяти километрах северо-западнее польского города Ополе, поддерживая подразделения 173-го гвардейского стрелкового полка, первым переправил орудия вверенного ему взвода на левый берег и способствовал захвату и расширению плацдарма. Прямой наводкой артиллерист подавил шесть пулемётных точек и уничтожил до взвода гитлеровцев.
В 1945 году старший лейтенант Кондаков Н. А. был уволен в запас. Член ВКП(б)/КПСС с 1946 года. Жил в Якутске. Работал учителем, журналистом, главным редактором комитета по телевидению и радиовещанию Совета Министров Якутской Автономной ССР (1946—1979 годы). Был членом Союза журналистов СССР.
Умер 11 июля 1979 года.

## Награды и звания
- Указом Президента СССР от 5 мая 1990 года «за мужество и отвагу, проявленные в период Великой Отечественной войны 1941—1945 годов», старшему лейтенанту Кондакову Николаю Алексеевичу посмертно присвоено звание Героя Советского Союза.
- Орден Красного Знамени (02.04.1945; первоначально был представлен к званию Героя Советского Союза)[1].
- Орден Красной Звезды (03.09.1944)[3].
- Медаль «За доблестный труд».
- Другие медали.
- Почётный радист СССР.

## Память
- Имя Героя носит Жемконская общеобразовательная средняя школа Вилюйского улуса.
- В 2005 году имя Николая Кондакова было присвоено крупному алмазу, добытому в компании «АЛРОСА»[4].
- В июле 2009 года в городе Вилюйске был открыт памятник землякам — Героям Советского Союза: Н. А. Кондакову, А. А. Миронову, Н. С. Степанову[5]. До этого 22 июня 1990 года на площади Победы были открыты мемориальные плиты в честь Героев[6].
- Отдельный памятник был установлен Герою в Вилюйске.
- В октябре 2013 года в Якутске открыт памятник Герою[7].